# Pierre Lenoir (ingénieur du son)
Pour l’article homonyme, voir Pierre Lenoir.
Pierre Lenoir, né le 26 août 1943 à Paris, est un ingénieur du son français.

## Biographie
Diplômé de l'École nationale Louis-Lumière (Promotion « Son » 1966), il a également suivi les cours de l'IDHEC avant de devenir l'assistant de Jean Baronnet. Sa carrière d'ingénieur du son commence au début des années 1970. Il travaille notamment à plusieurs reprises avec Pascal Thomas, Jean-Marie Poiré, Claude Sautet et Claude Chabrol.

## Filmographie
- 1968 : Concerto pour un exil de Désiré Écaré
- 1970 : Le Maître du temps de Jean-Daniel Pollet
- 1971 : What a Flash ! de Jean-Michel Barjol
- 1971 : Léa l'hiver de Marc Monnet
- 1972 : Rak de Charles Belmont
- 1972 : Les Zozos, de Pascal Thomas
- 1973 : Pleure pas la bouche pleine de Pascal Thomas
- 1974 : Histoires d'A de Charles Belmont
- 1974 : Le Chaud Lapin de Pascal Thomas
- 1975 : Cousin, cousine de Jean-Charles Tacchella
- 1976 : Les Œufs brouillés de Joël Santoni
- 1976 : La Surprise du chef de Pascal Thomas
- 1977 : Le Pays bleu de Jean-Charles Tacchella
- 1977 : Les Petits Câlins de Jean-Marie Poiré
- 1978 : Un papillon sur l'épaule de Jacques Deray
- 1978 : Une histoire simple de Claude Sautet
- 1979 : Il y a longtemps que je t'aime de Jean-Charles Tacchella
- 1979 : Retour à la bien-aimée de Jean-François Adam
- 1980 : Un mauvais fils de Claude Sautet
- 1980 : Retour en force de Jean-Marie Poiré
- 1981 : Les hommes préfèrent les grosses de Jean-Marie Poiré
- 1982 : Le père Noël est une ordure de Jean-Marie Poiré
- 1983 : Garçon ! de Claude Sautet
- 1983 : La vie est un roman d'Alain Resnais
- 1987 : Le Solitaire de Jacques Deray
- 1989 : Monsieur Hire de Patrice Leconte
- 1990 : Les Branches de l'arbre de Satyajit Ray
- 1991 : L'Opération Corned-Beef de Jean-Marie Poiré
- 1992 : Un cœur en hiver de Claude Sautet
- 1993 : Toxic Affair de Philomène Esposito
- 1995 : Nelly et Monsieur Arnaud de Claude Sautet
- 1995 : Gazon maudit de Josiane Balasko
- 1997 : On connaît la chanson d'Alain Resnais
- 1999 : Je veux tout de Guila Braoudé
- 2001 : La Boîte de Claude Zidi
- 2003 : La Fleur du mal de Claude Chabrol
- 2004 : Une vie à t'attendre de Thierry Klifa
- 2004 : La Demoiselle d'honneur de Claude Chabrol
- 2006 : Le Héros de la famille de Thierry Klifa
- 2006 : L'Ivresse du pouvoir de Claude Chabrol
- 2007 : L'Heure zéro de Pascal Thomas
- 2008 : Il y a longtemps que je t'aime de Philippe Claudel
- 2008 : Le crime est notre affaire de Pascal Thomas
- 2012 : Associés contre le crime de Pascal Thomas

## Récompenses
- 1990 : César du meilleur son pour Monsieur Hire de Patrice Leconte
- 1998 : César du meilleur son pour On connaît la chanson d'Alain Resnais